# Qualea lundii
Qualea lundii là một loài thực vật có hoa trong họ Vochysiaceae. Loài này được (Warm.) Warm. miêu tả khoa học đầu tiên năm 1875.